# 7968 Elst-Pizarro
7968 Elst-Pizarro eller Elst-Pizarros komet (133P/Elst-Pizarro) är en asteroid och komet. Den observerades redan 24 juli 1979 som en helt vanlig asteroid. 14 juli 1996 upptäckte de båda astronomerna Eric Walter Elst och Guido Pizarro en komet som visade sig vara samma objekt, men nu med en tydlig svans. Man har hittat objektet även på plåtar tagna 1985 som visar vad som verkar vara en asteroid.
Även vid observationer från 2002 visar den upp en tydlig svans. Avdunstningen verkar ske från hela ytan. En förklaring till hur en asteroid som tros ha befunnit sig i det inre av solsystemet i flera miljarder år, fortfarande kan innehålla vatten har inte hittats. En förklaring kan vara att det inträffat en kollision som frigjort djupt liggande lager av is. Att fenomenet inte har observerats tidigare tros bero på att inga större studier gjorts.
Den tillhör asteroidgruppen Themis.
Den är uppkallad efter sina upptäckare.
Det finns ytterligare fyra objekt som samtidigt är kategoriserade som komet och asteroid: 2060 Chiron, 118401 LINEAR, 60558 Echeclus och 4015 Wilson-Harrington.